# El Sotillo (Segovia)
El Sotillo es una localidad del municipio de La Lastrilla, en la provincia de Segovia (España). Su población es aproximadamente la mitad del total del municipio y, en la actualidad, dicha población muestra un crecimiento continuado, potenciado por su proximidad a Segovia.
Geológicamente, en El Sotillo predomina un terreno árido y arenoso, con abundantes rocas graníticas. Está bañado por el río Ciguiñuela, afluente del río Eresma.

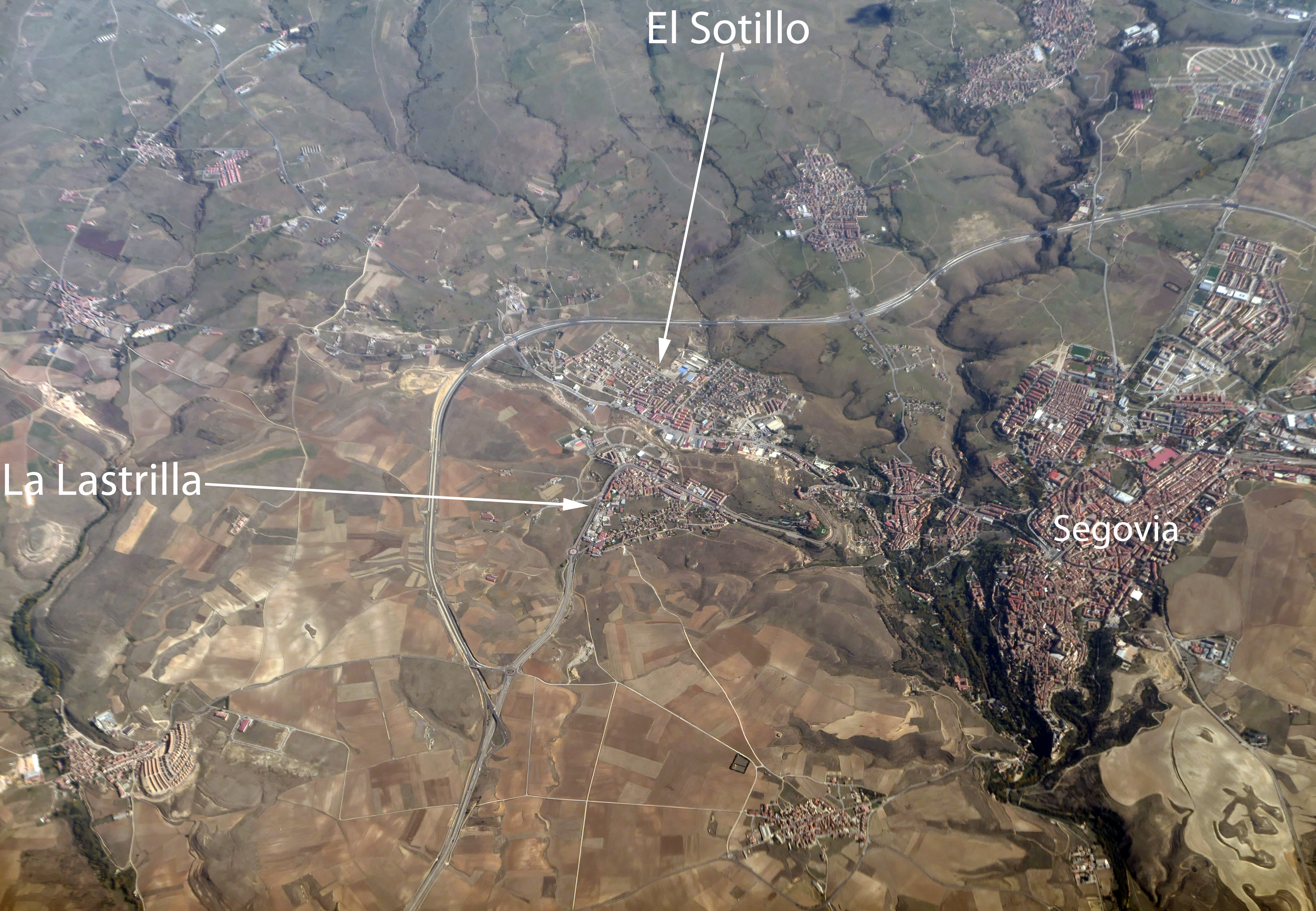
Vista aérea de La Lastrilla y El Sotillo.

## Toponimia
La zona es citada por primera vez en 1721. El nombre se debe a que debió tener un pequeño bosque cercano en el momento de su fundación.

## Historia
Antes de la existencia de El Sotillo en el lugar se ubicaba el despoblado de Ojalvilla.
Este núcleo urbano es de reciente formación, naciendo hace aproximadamente 25 años y experimentando un crecimiento muy significativo en la última década. Anteriormente era conocido como "Las Canteras", debido a su proximidad a una explotación de canteras de granito en el río Ciguiñuela.

## Lugares importantes
Entre los lugares más emblemáticos de este barrio destacan:
- La iglesia: fue inaugurada el 5 de abril de 1997 y está construida en honor al santo segoviano San Alfonso Rodríguez. El principal impulsor de su construcción fue el antiguo párroco del pueblo: Don Andrés.
- Centro Cultural Julio Boal: fue inaugurado en agosto de 2003. Es un local multifuncional en el que se imparten cursos de diversos ámbitos, como clases de sevillanas o talleres de restauración, habilitado con una sala de ordenadores con conexión a Internet para uso de los habitantes del barrio. También dispone de futbolín, billar, diana electrónica y diversos juegos de mesa para el uso de los niños y jóvenes del barrio de forma gratuita. A su vez, está habilitado para representar diversas actuaciones, como obras de teatro, malabares, magia, títeres, etc.
- Plaza de "Las Canteras": plaza que se inauguró el 13 de julio de 2006 y que cuenta con un escenario techado para diversas actuaciones tales como verbenas o conciertos, zona infantil, parque geriátrico, zonas verdes, zona de restauración y una fuente circular en su centro.
- Pistas polideportivas "Pedro Marazuela": inauguradas en junio de 2006. Cuenta con vestuarios y duchas y consta de pista de fútbol sala, baloncesto, tenis, voleibol, etc.
- Frontón cubierto

Además, en este núcleo está en construcción lo que será el nuevo colegio de la Congregación Madres Misioneras Concepcionistas en Segovia, lo que impulsará la economía de esta localidad 

## Organismos
El Sotillo cuenta con una Asociación de Vecinos. Otro órgano de reciente formación es la "Comisión de fiestas del sotillo", formada por las peñas de El Sotillo y la Junta de la Asociación de Vecinos. El objetivo de esta asociación es organizar las fiestas patronales.

## Autobuses

Plano Metropolitano Segovia donde aparecen las líneas a su paso por El Sotillo

El Sotillo forma parte de la red de transporte Metropolitano de Segovia que va recorriendo los distintos pueblos de la provincia.
| Línea | Trayecto                                |
| ----- | --------------------------------------- |
| M4    | La Lastrilla - Segovia (por El Sotillo) |

## Cultura

### Patrimonio
- Iglesia de San Alfonso Rodríguez;

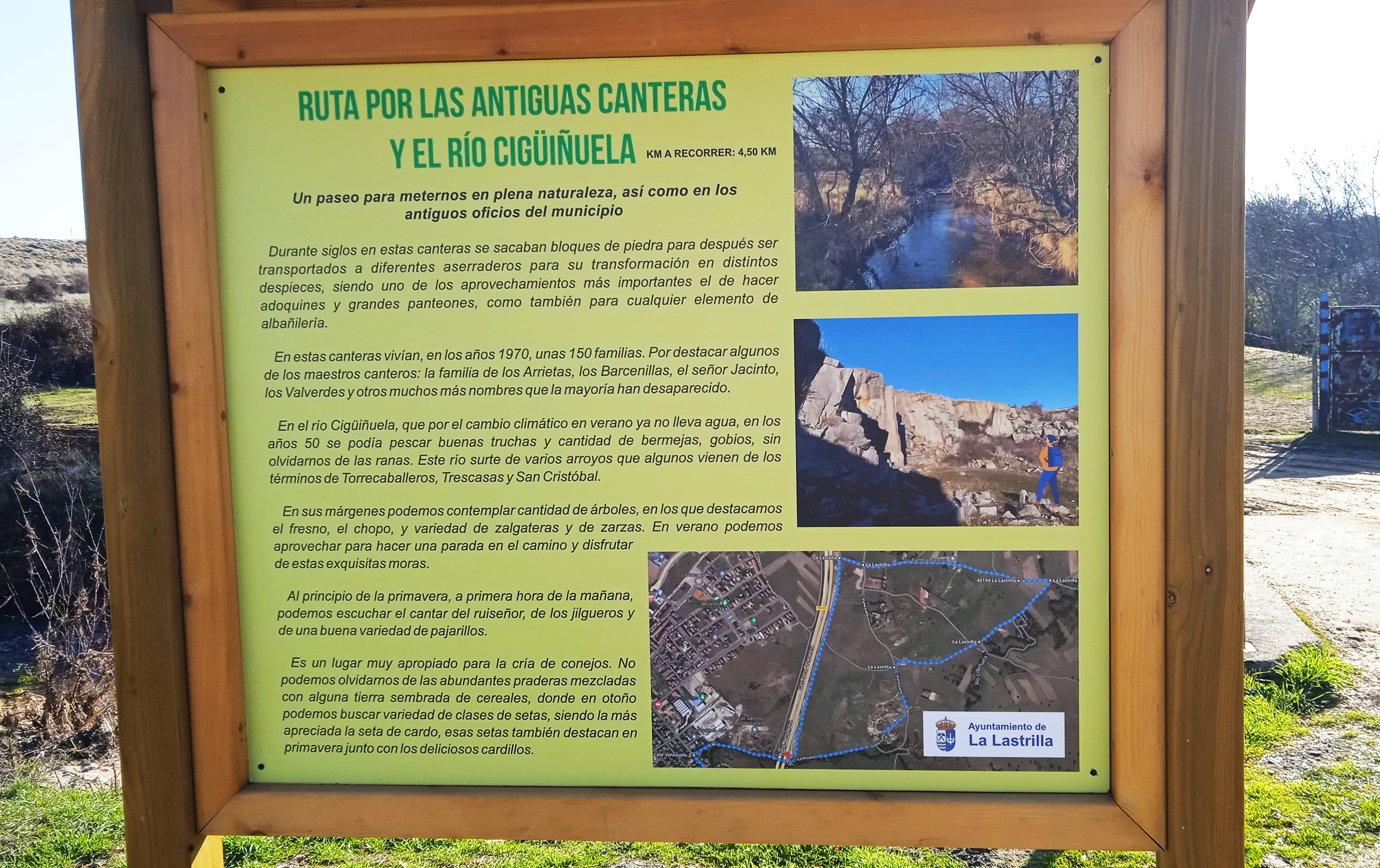
Cartel sobre la Ruta de las Canteras

- Canteras de granito con una ruta de senderismo.

### Fiestas
Las fiestas patronales de El Sotillo son el primer fin de semana de septiembre y se celebran en honor a San Alfonso Rodríguez. En ellas y en la "Semana Cultural" que se lleva a cabo la semana anterior a las fiestas se desarrollan diversas actividades y concursos en los que pueden participar todos los vecinos del barrio.